# Stephen Mailagi
Stephen Mailagi (né le 8 septembre 2001 à Mata Utu à Wallis-et-Futuna), est un athlète français, spécialiste du lancer du poids.

## Biographie
Il est sacré champion de France du lancer du poids à l'occasion des championnats de France en salle 2023 à Aubière, en portant son record personnel à 19,07 m.

## Palmarès
| Date | Compétition       | Lieu | Résultat | Temps   |
| ---- | ----------------- | ---- | -------- | ------- |
| 2019 | Jeux du Pacifique | Apia | 1re      | 50,03 m |

| Date | Compétition                     | Lieu    | Résultat | Temps   |
| ---- | ------------------------------- | ------- | -------- | ------- |
| 2022 | Championnats de France          | Caen    | 3e       | 18,01 m |
| 2023 | Championnats de France en salle | Aubière | 1er      | 19,07 m |
| 2023 | Championnats de France          | Albi    | 2e       | 18,51 m |
| 2024 | Championnats de France en salle | Miramas | 3e       | 19,12 m |
| 2024 | Championnats de France          | Angers  | 2e       | 19,53 m |
| 2025 | Championnats de France en salle | Miramas | 2e       | 19,37 m |

## Records
| Épreuve         | Épreuve      | Marque  | Lieu      | Date            |
| --------------- | ------------ | ------- | --------- | --------------- |
| Lancer du poids | En plein air | 18,33 m | Angoulême | 3 juin 2022     |
| Lancer du poids | En salle     | 19,07 m | Aubière   | 18 février 2023 |